# David Alliance, Baron Alliance
David Alliance, Baron Alliance, Kt, CBE (persisch داوود آلیانس; * 15. Juni 1932 in Kaschan, Iran; gestorben 18. Juli 2025) war ein britischer Unternehmer, Politiker (Liberaldemokraten) und Life Peer.

## Leben und Karriere
David Alliance (ursprünglich: Davoud) wurde als Sohn jüdischer Eltern in Kaschan, Iran geboren und besuchte die Etahad-Schule im Iran.
Er war zu einem Drittel Miteigentümer und seit 1968 Vorsitzender (Chairman) der Geschäftsführung des britischen Katalog-Versandhandelsunternehmens und Homeshopping-Unternehmens N Brown Group plc, das vorwiegend Textilien vertreibt. Im Juli 2012 wurde sein Rücktritt angekündigt.
Darüber hinaus war er zusammen mit Sir Harry Djanogly Mitbegründer von Coats Viyella plc, das mittlerweile zu dem in 67 Ländern tätigen Konzern Coats PLC (Weltmarktanteil 22 %, 70.000 Mitarbeiter) gehört. Der Erfolg von Coats Viyella wird im Wesentlichen David Alliance und Harry Djanogly zugeschrieben. Alliance war dort von 1975 bis 1990 Geschäftsführer (Chief Executive) und von 1989 bis 1999 Vorstandsvorsitzender (Chairman). 1956 wurde er Eigentümer von Thomas Houghton, 1968 von Spirella, 1975 von Vantona, 1983 von Carrington Viyella und 1985 von Coats Paton and Nottingham Manufacturing. Von 1991 bis 1999 war er Vorstandsvorsitzender (Chairman) der Tootal Group.
In der Sunday Times Rich List von 2009 wurde er mit einem geschätzten Vermögen von 408 Millionen £ auf Platz 267 als einer der reichsten Männer des Vereinigten Königreichs genannt.
2012 gründete die Universität Tel Aviv ein Zentrum für Iranstudien, das nach Alliance benannt wurde.

## Mitgliedschaft im House of Lords
Alliance wurde am 1. Juli 2004 als Baron Alliance, of Manchester in the County of Greater Manchester, zum Life Peer erhoben und wurde damit Mitglied des britischen House of Lords. Dort gehörte er zu den Liberaldemokraten. Seine offizielle Einführung erfolgte am 13. September 2004. Seine Antrittsrede hielt er am 23. Mai 2005. Erst am 10. März 2009 meldete er sich zur zweiten Lesung der Postal Services Bill wieder zu Wort. Seitdem erfolgte keine Wortmeldung von ihm (Stand: Juli 2012). 2008 war er bei keiner einzigen Abstimmung anwesend. Seine Anwesenheit war sehr unregelmäßig.
Seit seiner Ernennung zum Life Peer spendete er den Liberaldemokraten bis 2011 668.872 £ und weitere 20.996,56 £ als Zinsvergünstigung auf Darlehen, die er der Partei gewährte.

## Ehrungen und Ehrenämter
1984 wurde Alliance als Commander (CBE) in den Order of the British Empire aufgenommen. 1989 wurde er als Knight Bachelor geadelt.
Alliance war in verschiedenen Gremien aktiv, dazu gehörten beispielsweise der Prince’s Youth Business Trust, das Council for Industry and Higher Education, die University of Manchester Foundation sowie das Wiseman Institute. Er war Fellow der Royal Society for the Encouragement of Arts, Manufacturers and Commerce, Honorary Fellow des University of Manchester Institute of Science and Technology (UMIST) (1988) und Honorary Fellow des Shenkar College of Textile Technology and Fashion in Ramat Gan in Israel. 1991 wurde Alliance Honorary Fellow des City and Guilds of London Institute.
Alliance erhielt mehrere Ehrendoktortitel. 1989 wurde er Doctor of Letters (Hon LLD) der Victoria University of Manchester, 1996 der University of Liverpool. Er war außerdem Doctor of Science (Hon DSc) der Heriot-Watt University (1991) und Legum Doctor (Doctor of Laws Honoris Causa) der University of Manchester.
Er war Companion des Chartered Management Institute und wurde 1985 Companion des British Institute of Marketing.
Alliance war Direktor der Alliance Family Foundation Limited und der Weizmann Institute Foundation. Er war Mitglied des Advisory Board des Community Security Trust und des Board of Governors der Universität Tel Aviv. Bei der Next Century Foundation war er Mitglied des Treuhandrates (Trustee).

## Familie
Alliance war geschieden und hatte drei Kinder (zwei Söhne und eine Tochter), von denen zwei adoptiert wurden. Er wohnte abwechselnd in London und Manchester. Neben einem Anwesen in Didsbury gehörte ihm auch eine umfangreiche Gemäldesammlung von L. S. Lowry. Alliance war mit Nigel Alliance verwandt.